# Lingua Ignota (música)
Kristin Hayter (Del Mar, 17 de juny de 1986), coneguda professionalment com Lingua Ignota (del llatí lingua ignota), és una multiinstrumentista estatunidenca de formació clàssica en piano i veu. S'inspira musicalment i lírica en les seves experiències com a supervivent de la violència domèstica, i descriu la seva música com «himnes supervivents». Hayter és originària del Sud de Califòrnia i va residir a Pennsilvània durant un temps abans de traslladar-se a Chicago.

## Trajectòria
La seva tesi de llicenciatura, titulada «Architect and Vapor»', va desconstruir El clavecí ben trempat de Johann Sebastian Bach i va centrar el seu component poètic al voltant de l'anorèxia nerviosa, un trastorn que Hayter va patir durant més de deu anys. Per a la seva tesi de Màster de Belles Arts, titulada «Burn Everything Trust No One Kill Yourself», va crear un manuscrit de 10.000 pàgines (un número de pàgines que corresponia al pes de Hayter en paper) que enllaçava exemples reals de misogínia en la música amb la seva vida personal utilitzant una cadena de Màrkov. Estava compost per lletres, missatges, documents judicials, enregistraments d'àudio i documents policials de les seves pròpies experiències de violència. A més del manuscrit, la seva actuació interdisciplinària va incloure música i una projecció de vídeo en blanc i negre amb imatges de l'assassina en sèrie Aileen Wuornos i d'edificis en flames.
El seu estil ha estat descrit com música barroca, black metal, clàssica, death industrial, doom metal, electrònica, extreme metal, experimental, folk, industrial, neoclàssica, noise, òpera i espiritual negre. La mateixa Hayter admet que té dificultats per a descriure la seva obra.
La seva música busca explorar altres vies de supervivència més enllà de les estratègies d'afrontament, com ara la ràbia i la desesperació, i el seu enfocament líric als temes de la violència és emocionalment cru (d'«All Bitches Die»: "em va colpejar fins que les meves dents es van escampar com perles pel terra vermell, vermell"). L'interès de Hayter per interpretar música extrema, en part, prové de les seves múltiples relacions abusives.
Lingua Ignota és coneguda per les seves actuacions en directe enèrgiques i expressionistes amb un piano i una projecció de vídeo d'imatges violentes, belles i religioses. Hayter descriu la seva actuació en directe com un «exorcisme» ja que, semblant al seu interès pel llenguatge de Hildegard de Bingen que li va donar Déu, l'actuació que flueix per ella.
L'any 2022 va anunciar que abandonaria el seu projecte com a Lingua Ignota. Ella va explicar que no era sa continuar amb aquest projecte i que interpretar la seva música era mentalment esgotador, ja que revivia les seves experiències abusives. Més endavant va anunciar SAVED! el seu debut com a Reverend Kristin Michael Hayter, un disc que, barrejant material completament nou i versions d'himnes religiosos, busca la salvació a través de Déu.

## Discografia

### Àlbums d'estudi
- Com a Lingua Ignota:
  - Let the Evil of His Own Lips Cover Him (2017)
  - All Bitches Die (2017)
  - Caligula (2019, Profound Lore)
  - Sinner Get Ready (2021, Sargent House)[10]
- Com a Reverend Kristin Michael Hayter:
  - SAVED! (2023, Perpetual Flame Ministries)[11]
  - SAVED! The Index (2024, Perpetual Flame Ministries)[12]

### EP
- Commissioned (compartit amb The Rita, 2019, Total Black)
- Agnus Dei (2021, Sargent House)
- The Heart of Man (2021)
- Epistolary Grieving for Jimmy Swaggart (2021)